# Triakis maculata
El tollo pintado (Triakis maculata) es un tiburón de la familia Triakidae que habita en las plataformas continentales del Pacífico oriental desde las islas Galápagos y Perú hasta el norte de Chile, entre las latitudes 0° y 30° S. 
Su reproducción es ovovivípara, y da a luz a unos catorce alevinos por puesta, cuyo tamaño al nacer es de entre 30 y 40 cm.